# Karlsøy
Karlsøy (tiếng Bắc Sami: Gálssa suohkan) là một đô thị ở hạt Troms, Na Uy. Trung tâm hành chính của đô thị này là làng Hansnes. Karlsøy cũng là tên của một ngôi làng trên đảo Karlsøya đô thị Karlsøy. Làng Karlsøy có dân (2001) là 70. [2]
Karlsøy được thành lập như khu đô thị ngày 1 tháng 1 năm 1838 (xem formannskapsdistrikt). Vào ngày 01 tháng 1 năm 1867, các huyện Ullsfjord (dân số: 862) được chuyển từ Karlsøy cho đô thị lân cận của Lyngen. Ngày 01 Tháng 9 1886, Helgøy đã được tách từ Karlsøy để trở thành một đô thị của riêng nó. Việc chia tách này khiến Karlsøy còn dân số 1.334 cư dân. Sau đó, ngày 1 tháng 1 năm 1964, đô thị Helgøy được sáp nhập trở lại vào các đô thị của Karlsøy.